# NGC 1687
NGC 1687 è una galassia a spirale intermedia e barrata situata nella costellazione del Bulino, a una distanza di circa 264 milioni di anni luce dalla nostra Via Lattea.

## Scoperta
La galassia è stata scoperta l'8 gennaio 1836 dall'astronomo britannico John Herschel.

## Descrizione
NGC 1687 ha una classe di luminosità I-II e presenta una larga riga a 21 cm dell'idrogeno neutro.
Nella galassia sono presenti anche regioni di idrogeno ionizzato.